# Heteronomía
La heteronomía es un concepto que se aplica a un ser que vive según reglas que le son impuestas, y que en el caso del ser humano se soportan contra la propia voluntad o con cierto grado de indiferencia.
Según Cornelius Castoriadis, se distingue el dominio de la heteronomía (sumisión inevitable del individuo a la socio-política o a la socio-religión, lo que implica pérdida de la libertad moral) de la autonomía (capacidad de establecerse a sí mismo las propias leyes o normas). Por otra parte, Kant evita observar la propia moral como el espacio donde se establece la sumisión a las normas, el respeto a los poderes establecidos y la conformidad a las exigencias de la razón, pues sostiene que la razón moral (que la califica de práctica), no se define (dominio por excelencia de la heteronomía) sino a través de la libertad.
De acuerdo a la filosofía de Kant, la voluntad se puede determinar por dos principios: la razón o la inclinación. Entonces, cuando se trata de la razón dirigiendo el modo de actuar de la voluntad, se dirá que la misma es autónoma, pero por el contrario, cuando es la inclinación, los apetitos sensibles del hombre, lo que fundamentalmente determina el comportamiento de la voluntad, estaremos en condiciones de hablar de una voluntad heterónoma.